# Tetragnatha exigua
Tetragnatha exigua là một loài nhện trong họ Tetragnathidae.
Loài này thuộc chi Tetragnatha. Tetragnatha exigua được miêu tả năm 1957 bởi Chickering.